# Warner Oland

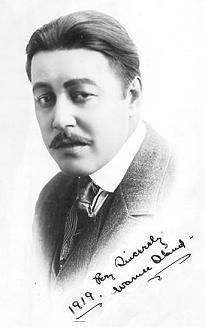
Warner Oland, 1916

Warner Oland, eigentlich Johan Verner Ölund (* 3. Oktober 1879 in Nyby, Västerbottens län; † 6. August 1938 in Stockholm), war ein schwedisch-amerikanischer Schauspieler. In den USA wurde er vor allem als Charlie Chan in der gleichnamigen Filmserie bekannt.

## Leben und Karriere
Warner Oland wurde in einem Dorf in der nordschwedischen Provinz Västerbotten geboren. 1892 wanderte er mit seinen Eltern in die USA aus, wo der intellektuell begabte junge Mann in Boston studierte und einige Arbeiten seines schwedischen Landsmannes August Strindberg ins Englische übersetzte. Nach einer Ausbildung als Shakespeare-Darsteller in Dr. Curry’s Acting School ging er 1906 mit einem Ensemble, dessen Star Alla Nazimova war, auf Tournee. Nach mehrjähriger Bühnentätigkeit, die ihn unter anderem auf den New Yorker Broadway führte, debütierte er 1912 beim Film mit einer Rolle in Pilgrim’s Progress, einer Adaption des Romans von John Bunyan. Von 1915 an folgten weitere Filmrollen, unter anderem in Romance of Elaine, einem Abenteuerfilm mit Lionel Barrymore und Pearl White, sowie den Filmen Sin, Destruction und The Eternal Sappho (alle drei mit Theda Bara).
Da ihm die Verkörperung finsterer Charaktere durch seine klassische Ausbildung leichtfiel, war Warner Oland bald ein gefragter Darsteller für Schurken und Ausländer. Ungeachtet seiner skandinavischen Herkunft wurden Olands markante Gesichtszüge, die er öffentlich auf die russische Abstammung seiner Mutter zurückführte und die mit Schminke leicht noch betont werden konnten, in den USA als typisch ostasiatisch wahrgenommen, und in der Mehrzahl seiner nun folgenden Filme wurde er als Fernöstler bzw. als fernöstlicher Schurke eingesetzt.
Seine Karriere als Asiatendarsteller begann Warner Oland 1917 in den Film Patria, in dem er einen verbrecherischen japanischen Baron spielte. Nach Auftritten als Inder (The Naulahka, 1918) und Russe (The Mysterious Client, The Yellow Ticket, 1918) erschien er 1919 in dem Film The Lightning Raider erstmals als Chinese. Weitere Filme, in denen Oland teils als Weißer, teils als Fernöstler erschien, folgten, darunter der Kriminalfilm East is West, einer Regiearbeit von Sidney Franklin. 1926 trat Oland in Alan Croslands Abenteuerfilm Don Juan neben John Barrymore in der Rolle des Cesare Borgia auf. Olands erste Tonfilmrolle war die Verfilmung von Manon Lescaut aus dem Jahr 1927, Das Galeerenschiff, in dem Dolores Costello die Rolle der Manon spielte und John Barrymore ihren Liebhaber Des Grieux. Gleich danach stand Oland für Michael Curtiz vor der Kamera.
Der bekannteste Film, in dem Warner Oland auftrat, ist Der Jazzsänger von 1927. Oland spielt in diesem frühen, im Vitaphone-Verfahren aufgenommenen Musikfilm neben Al Jolson einen Chasan, dessen Sohn von einer Karriere als Jazzsänger träumt. Nach verschiedenen weiteren Rollen wurde Oland 1929 für die Titelrolle des Thrillers The Mysterious Dr. Fu Manchu engagiert. Weitere Auftritte als Dr. Fu Manchu schlossen sich an, darunter Daughter of the Dragon aus dem Jahr 1931, mit Anna May Wong. 1931 stand Oland in Josef von Sternbergs Kriegsfilm Dishonored erstmals gemeinsam mit Marlene Dietrich vor der Kamera; 1932 folgte Shanghai-Express. 1935 spielte er in Stuart Walkers Gruselfilm Werewolf of London einen der ersten Werwölfe der Filmgeschichte.
Bereits 1931 war Warner Oland erstmals in der Rolle erschienen, mit der er am weitesten bekannt wurde: als der gerissene, Aphorismen ausstreuende chinesisch-hawaiische Detektiv Charlie Chan. Charlie Chan Carries On war der erste aus einer Serie von zahlreichen Charlie Chan-Filmen, die die Fox Film Corporation bzw. Twentieth Century Fox von 1931 bis 1941 produzierte und deren Titelrolle bis zu dessen Tode immer mit Oland besetzt wurde. Oland nahm dafür chinesischen Sprachunterricht und bereiste 1935 zu Studienzwecken China. Daneben trat er in verschiedenen weiteren Filmen auf, z. B. in dem MGM-Film Der bunte Schleier, in dem er neben Greta Garbo einen chinesischen General spielt, der sich in Zeiten der Cholera den lebensrettenden Maßnahmen der weißen Kolonialherren widersetzt.
Warner Oland, der an Alkoholismus litt und starker Raucher war, starb 58-jährig während einer Reise in sein Geburtsland Schweden an einer Lungenentzündung, die durch ein Lungenemphysem erschwert wurde. Sein Nachfolger in der Rolle des Charlie Chan wurde Sidney Toler. Seine letzte Ruhestätte befindet sich auf dem Friedhof in Southborough, Massachusetts.

## Privates
Oland war seit 1907 mit der Bühnenautorin und Porträtmalerin Edith Gardener Shearn verheiratet, die ihm zuliebe die schwedische Sprache erlernte und die ihn bei der Übersetzung von Werken Strindbergs unterstützte, die sie 1912 gemeinsam veröffentlichten. Wegen seines Alkoholismus verließ sie ihn im August 1937. Bis dahin hatte das Ehepaar gemeinsam einen historischen Bauernhof bei Southborough bewirtschaftet.

## Filmografie (Auswahl)
- 1912: Pilgrim’s Progress
- 1915: Unfaithful Wife
- 1916: The Fool’s Revenge
- 1916: The Eternal Sappho
- 1916: The Eternal Question
- 1916: Beatrice Fairfax
- 1917: The Fatal Ring
- 1919: The Lightning Raider
- 1919: Mandarin’s Gold
- 1919: The Witness for the Defense
- 1921: The Yellow Arm
- 1921: Hurricane Hutch
- 1922: East is West
- 1924: One Night in Rome
- 1924: Der Ehe ewiges Einerlei (So this is Marriage)
- 1924: Curlytop
- 1925: Der Rächer (Riders of the Purple Sage)
- 1925: Der Mann mit der Peitsche (Don Q Son of Zorro)
- 1925: Flower of Night
- 1926: Don Juan – Der große Liebhaber (Don Juan)
- 1926: Twinkletoes
- 1926: Brand im Osten (Tell It to the Marines)
- 1927: Das Galeerenschiff (When a Man Loves)
- 1927: Die letzten Tage von San Francisco (Old San Francisco)
- 1927: Der Jazzsänger (The Jazz Singer)
- 1928: Ein Traum von Liebe Dream of Love
- 1929: Weiße Asiaten (Chinatown Nights)
- 1929: The Mysterious Dr. Fu Manchu
- 1929: Der Kampf um die Macht (The Mighty)
- 1930: Der König der Vagabunden (The Vagabond King)
- 1930: Paramount-Parade (Paramount on Parade)
- 1930: The Return of Dr. Fu Manchu
- 1931: Entehrt (Dishonored)
- 1931: Der Chinesische Detektiv Charlie Chan (Charlie Chan Carries On)
- 1931: Charlie Chan – Der Tod ist ein schwarzes Kamel (The Black Camel)
- 1931: Die Tochter des Drachen (Daughter of the Dragon)
- 1932: Charlie Chan’s Chance
- 1932: Shanghai-Express
- 1932: The Son-Daughter
- 1933: Before Dawn
- 1933: Charlie Chan’s Greatest Case
- 1934: Mandalay
- 1934: As Husbands Go
- 1934: Der Chinesische Papagei (Charlie Chan’s Courage)
- 1934: Charlie Chan in London
- 1934: Der bunte Schleier (The Painted Veil)
- 1934: Bulldog Drummond schlägt zurück (Bulldog Drummond Strikes Back)
- 1935: Mädchen in Shanghai (Shanghai)
- 1935: Charlie Chan in Paris
- 1935: Der Werwolf von London (Werewolf of London)
- 1935: Charlie Chan in Ägypten (Charlie Chan in Egypt)
- 1935: Charlie Chan in Shanghai
- 1936: Charlie Chans Geheimnis (Charlie Chan’s Secret)
- 1936: Charlie Chan im Zirkus (Charlie Chan at the Circus)
- 1936: Charlie Chan beim Pferderennen (Charlie Chan at the Race Track)
- 1936: Charlie Chan in der Oper (Charlie Chan at the Opera)
- 1937: Charlie Chan bei den Olympischen Spielen (Charlie Chan at the Olympics)
- 1937: Charlie Chan am Broadway (Charlie Chan on Broadway)
- 1937: Charlie Chan in Monte Carlo (Charlie Chan at Monte Carlo)